# Passe (conceito jurídico)
No futebol, o passe é um conceito jurídico que descreve o vínculo negociável que liga o atleta profissional à agremiação que o contrata. No Brasil, esse tipo de vínculo foi extinto pela Lei 9.615/98, conhecida como Lei Pelé ou Lei do passe livre.
A transferência de um jogador de um clube para outro é feita mediante o pagamento de uma soma em dinheiro, que é paga pelo clube que recebe o jogador ao clube que o perde. Os passes de alguns jogadores podem assumir valores superiores a 50 milhões de euros. O mais alto valor foi pago pelo passe de Paul Pogba, na transferência da Juventus para o Manchester United: 105 milhões de euros.
Não deve ser confundido com o passe de bola.

## História
A história do passe tem relação íntima com a questão dos direitos trabalhistas aplicados ao esporte, mais especificamente o futebol.
A partir do Decreto 53.820/1964, foi instituído o vínculo esportivo, que passou a ser mais conhecido como passe. Este vínculo deveria ser pago pelo clube que recebesse o atleta para a entidade que o “vendesse”. A norma determinava que a transação somente poderia ser efetivada com a anuência do atleta, que tinha direito a receber 15% do valor da negociação. Posteriormente, a Deliberação nº 9/1967 do Conselho Nacional de Desporto dizia que os atletas só poderiam deixar a agremiação esportiva detentora de seus direitos se outros clubes efetivassem a compra dos seus passes pelo valor arbitrado pelos clubes detentores. Esse valor era considerado muitas vezes abusivo. Dessa forma, alguns consideram que foi em 1967 a criação do instituto do passe no Brasil.
Legislações análogas também existiam em outros países até a década de 1990, quando o Caso Bosman mudou o panorama das transferências de jogadores na Europa. O caso foi considerado revolucionário sobre o sistema  de  transferências  no  futebol  europeu,  estabelecendo o  fim  do  passe naquele continente, e redefinindo assim o mercado de trabalho.
Em 1998, houve o advento da Lei Pelé, que formalmente extinguiu o passe também no Brasil. Em seu segundo parágrafo, reformado posteriormente pela lei 10.672/03, o vínculo do futebolista com seu clube existe enquanto perdurar o contrato de trabalho, de modo que assim, o vínculo
desportivo, conhecido atualmente como direitos federativos, passou a ser acessório ao vínculo trabalhista. Deste modo, com o fim do contrato de trabalho, vínculo desportivo é automaticamente extinto.

## Consequências
Uma pesquisa de 1997 concluiu que os  clubes  pequenos  acabaram sendo prejudicados pelo fim do passe, uma vez que perderam uma importante fonte de renda, representada pela venda de jogadores. Foi diminuído o número de transferências de atletas, e em alguns casos, houve crescimento de investimento nas categorias de base dos clubes. Alguns clubes europeus, como Milan e Juventus, temendo prejuízos, chegaram a encerrar seus times juvenis. No entanto, no Brasil, os efeitos do fim do passe foram contrário, levando a investimentos maiores nas categorias de base.
Segundo estudiosos, a Lei Pelé e o fim do passe favoreceu a exportação de atletas do Brasil para países da Europa, levando também a que essas transferências se dessem com jogadores cada vez mais jovens.